# Hellerup IK Copenhague
Le Hellerup IK est un club de handball basé à Hellerup, au nord de Copenhague au Danemark.

## Historiques
- 1947 : Fondation du club.

.

## Palmarès
- Championnat du Danemark (1) : 1985/86